# Пепељастогрли барски петлић
Пепељастогрли барски петлић (лат. Mustelirallus albicollis) је врста птице из породице барских кока (лат. Rallidae) и једини представник монотипичног рода Mustelirallus. Природно станиште су му суптропски и тропски сезонски влажни или плавни низијски травњаци и мочваре у Јужној Америци.

## Опис
То је мала тајновита птица кратког кљуна са црним и маслинасто смеђим пругама на леђима. Реп му је црн, доњи део тела је шкриљчасте боје, осим грла које је светлосиво, а доњи делови бокова и подрепна пера су пругаста црно-бела. Полови су по изгледу слични. 
Гнездо је направљена од суве траве, налази се на земљи или непосредно изнад ње. Добро је сакривено између корења дрвећа или траве. Величина легла је 2-5 јаја. Исхрана се састоји од инсеката и ларви инсеката и семења траве. На отвореном се појављује само да би се хранио.